# 3949 Mach
3949 Mach este un asteroid din centura principală, descoperit pe 20 octombrie 1985, de Antonín Mrkos.